# 紀元前106年
紀元前106年（きげんぜん106ねん）は、ローマ暦の年である。

## 他の紀年法
- 干支 : 乙亥
- 日本
  - 開化天皇52年
  - 皇紀555年
- 中国
  - 前漢 : 元封5年
- 朝鮮
  - 檀紀2228年
- 仏滅紀元 : 439年
- ユダヤ暦 : 3655年 - 3656年

## できごと

### ローマ
- ルキウス・コルネリウス・スッラがユグルタを捕らえ、ユグルタ戦争が終結した。

### アジア
- 中国とペルシアが外交的な関係を樹立した。

## 誕生
- 1月3日 - マルクス・トゥッリウス・キケロ、共和政ローマ期の政治家、文筆家、哲学者（+ 紀元前43年）
- 9月29日 - グナエウス・ポンペイウス[1]、共和政ローマ期の軍人、政治家（+ 紀元前48年）
- セルウィウス・スルピキウス・ルフス（+ 紀元前43年）

## 死去
- 衛青、前漢の武将